# Boscobel
Pour l’article homonyme, voir Boscobel (Shropshire).
Boscobel est une ville de comté de Grant, au Wisconsin, aux États-Unis.